# Leipzig Charta zur nachhaltigen europäischen Stadt
Die Leipzig Charta zur nachhaltigen europäischen Stadt wurde auf Initiative des deutschen Bundesministers Wolfgang Tiefensee erarbeitet und anlässlich eines informellen Ministertreffens zur Stadtentwicklung und zum territorialen Zusammenhalt, das am 24./25. Mai 2007 in Leipzig stattfand, von den 27 in der Europäischen Union für Stadtentwicklung zuständigen Ministerinnen und Ministern unterzeichnet.
In die Leipzig-Charta flossen die Ergebnisse der informellen Städtebauministertreffen von Lille (2000), Rotterdam (Urban Acquis, 2004) und Bristol (Bristol Accord, 2005) sowie die Ergebnisse des Europäischen Forums für Architekturpolitiken (EFAP) ein. Ziel ist es, „unsere Städte zu schützen, zu stärken und weiter zu entwickeln“, dabei wird „nachdrücklich die Nachhaltigkeitsstrategie der Europäischen Union“ unterstützt.
Dem Thema wird große Bedeutung in Bezug auf die Erfüllung der Lissabon-Strategie (2000) und Göteborg-Strategie (2001) beigemessen.
Im Vorwort der Charta heißt es:
„Auf Dauer können die Städte ihre Funktion als Träger gesellschaftlichen Fortschritts und wirtschaftlichen Wachstums im Sinne der Lissabon-Strategie nur wahrnehmen, wenn es gelingt, die soziale Balance innerhalb und zwischen den Städten aufrechtzuerhalten, ihre kulturelle Vielfalt zu ermöglichen und eine hohe gestalterische, bauliche und Umweltqualität zu schaffen.“
2020 erfolgte mit der Neuen Leipzig-Charta die Fortschreibung und Weiterentwicklung der Charta. Deren Untertitel „Die transformative Kraft der Städte für das Gemeinwohl“ lehnt sich dabei an das 2016 erschienene WBGU-Hauptgutachten an.